# Favolaschia calocera
Favolaschia calocera è una specie di fungo appartenente alla famiglia della Mycenaceae. È stata osservata per la prima volta in Madagascar, recentemente si è diffusa e attualmente è conosciuta dalla Nuova Zelanda, Italia, Australia, Hawaii, Thailanda, Cina, Kenya, Isola Norfolk e Isola della Riunione  e Svizzera.
Si presenta come un ventaglio stipitato di color arancio vivo, 5-30 mm di diametro, con pori prominenti nella faccia inferiore.
Non è chiaro se la specie sia nativa del Madagascar o se sia stata introdotta nell’isola dall’Asia.
Vista la sua rapida espansione, F. calocera è considerata ora una specie invasiva. Colonizza zone ruderali lungo le vie di comunicazione e può diventare dominante in habitat antropizzati. I micologi temono che la specie possa soppiantare funghi indigeni diffondendosi attraverso la regione paleotropicale.